# Körnare

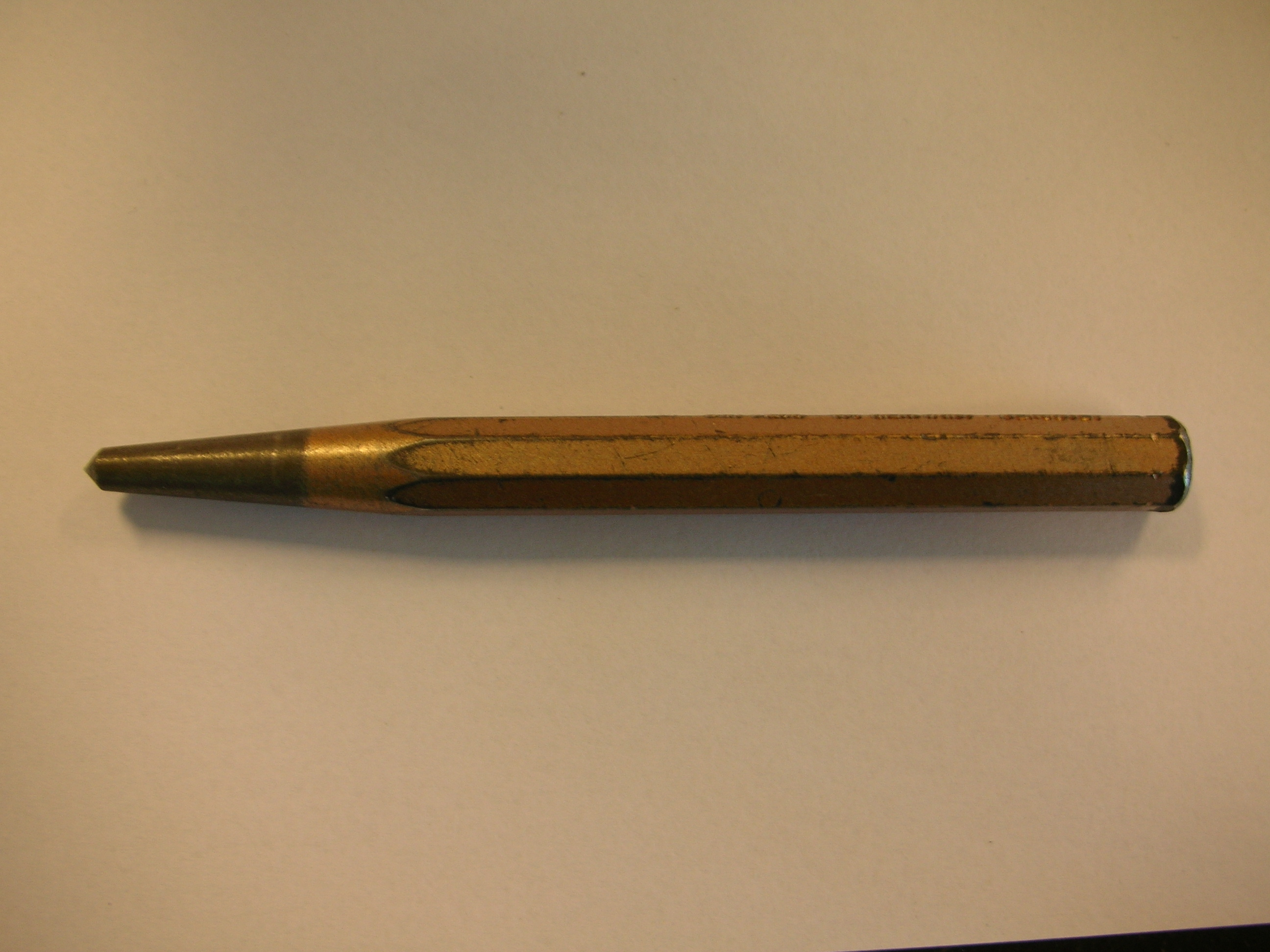
Körnare.

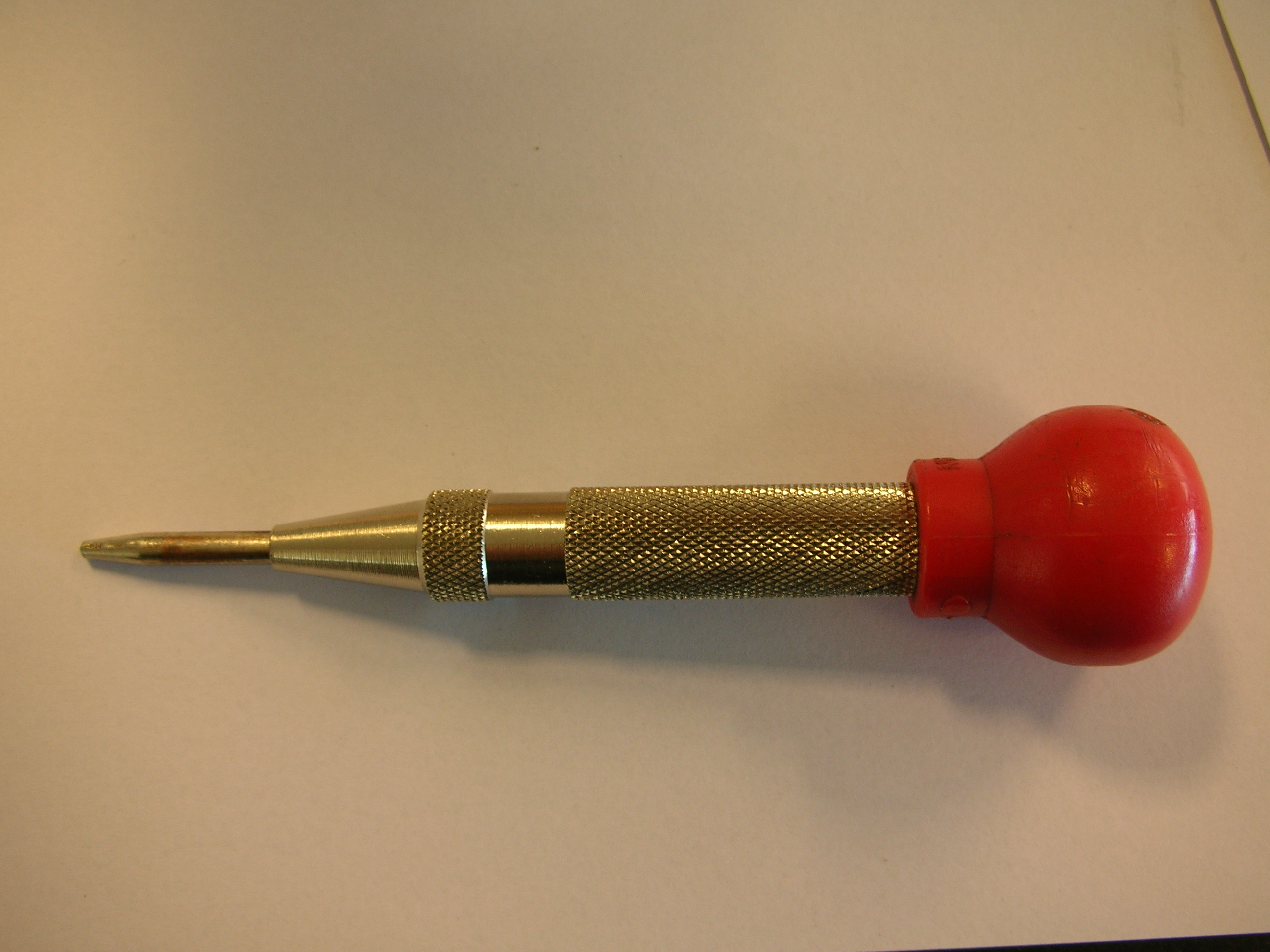
Automatkörnare.

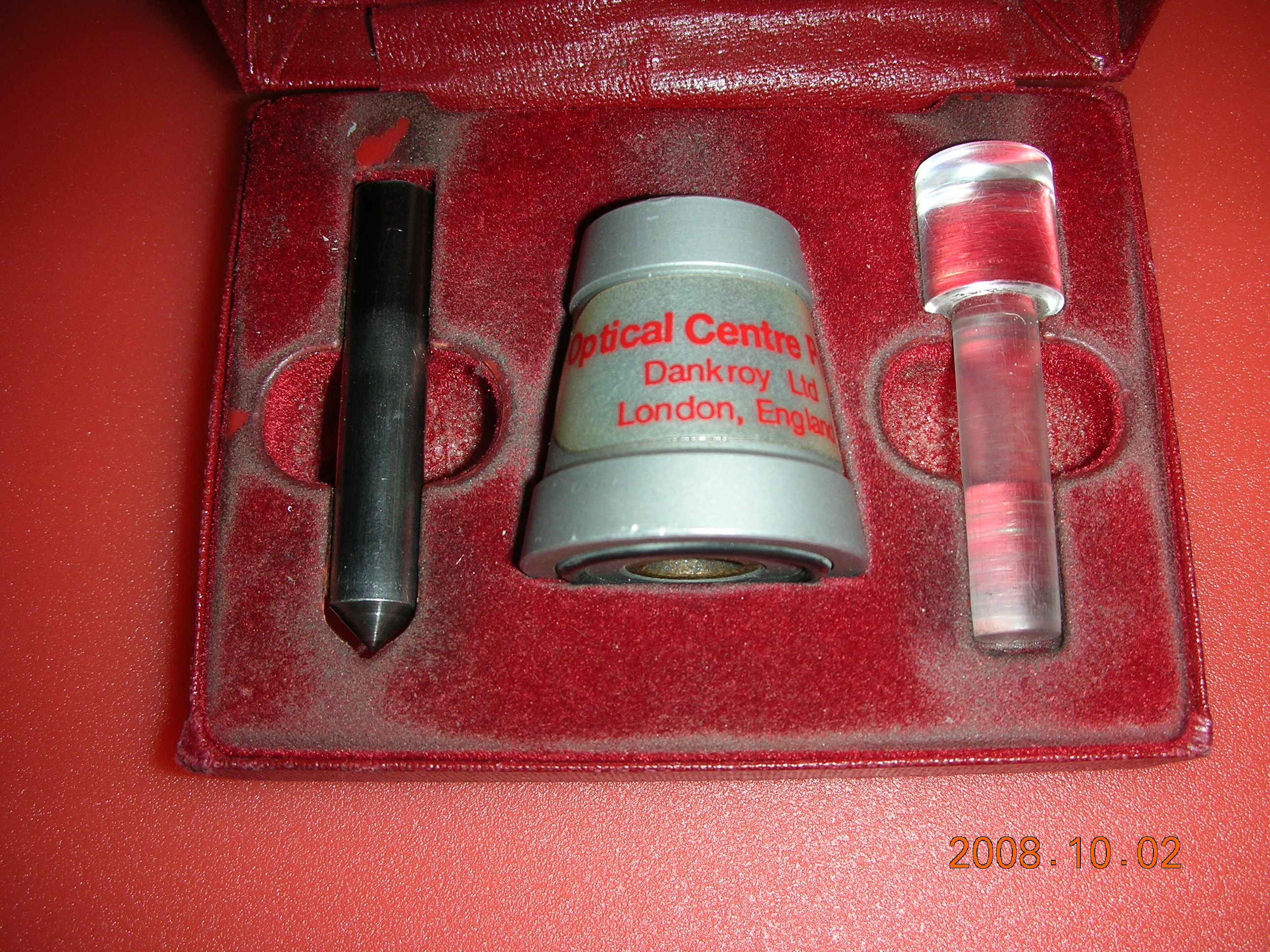
Optisk körnare.

Körnare är ett verktyg som används som förberedelse vid borrning i metall, plast eller dylikt. Den är en spetsig puns som till utseendet påminner om en penna. Körnaren är tillverkad av stål och dess spets härdas och slipas. Den används först och främst på släta metallytor som ska borras. Vid borrning på släta metallytor är det svårt att fixera borren på rätt plats. När borren sätts igång kan den glida åt sidan, och hålet kan då hamna på fel plats. För att fixera borren på rätt ställe utan att den glider åt sidan körnar man. Det innebär att man placerar körnarens spets på det ställe där man ska borra, och därefter slår på den med en lätt hammare. På så vis blir det en liten grop eller en markering på metallytan. Denna lilla grop fixerar sedan borren på rätt ställe så att den inte glider åt sidan då borrandet inleds.
En annan användning är att i ett skruvförband med ett körnslag i gränsen mellan skruv och mutter deformera gängan så att muttern inte lossnar vid vibrationer.
Automatkörnaren är en vidareutveckling av körnaren, som inte kräver något hammarslag. Kraften som behövs för att göra körnslaget, kommer i stället från en inbyggd fjäder. Själva körnarspetsen är rörligt inbyggd i ett skaft, som man trycker mot objektet, sedan man siktat in sig. Spetsen fjädrar då in och bygger upp ett fjädertryck, som vid vidare intryckning utlöses med en smäll, mot bakänden på spetsen. Användbart särskilt på ytor som inte "svarar" ordentligt.
För den som vill kunna körnslå med största möjliga noggrannhet, finns den optiska körnaren i några varianter, varav en ser ut som på bilden: Den har en konisk kropp, 30 mm hög, med ett 8 millimeters hål i centrum. Till denna hör en körnare och en plexiglascylinder, vars övre ände är slipad till en lins. Den undre ändytan har ett hårkors. Tilläggas kan att kroppen har en O-ring insvarvad i botten, för att inte glida i sidled vid användning.
Den användes på följande sätt: (Vi antar att det finns ett ritsat kors, som ska körnslås.) Stoppa i plexiglascylindern i hållaren, kika och sikta in denna, så att hårkorset ligger mitt för det ritsade korset. Ta ut plexicylindern försiktigt, för att inte rubba hållaren, och sätt i körnaren. Slå ett lagom kraftigt slag med en hammare. Med denna metod kan man göra hål, som inte avviker mer än någon tiondels mm från sitt rätta läge.
Körnare är även beteckning på en maskin som används för att behandla spannmål, främst havre, som skall användas till utsäde. Maskinen slår bland annat av toppen på kornet så detta sedan kan matas bättre i såmaskinen.
Körnaren är ett gammalt verktyg. På Björkö (Birka) har hittats ett antal körnare som brukats 800-1099 e.Kr.
Ordet "körnare" finns belagt i svenskan sedan 1705 och kommer från tyskans körnen vilket betyder "bli till korn".